# Gräskrabbspindel
Gräskrabbspindel (Xysticus erraticus) är en spindelart som först beskrevs av John Blackwall 1834.  Gräskrabbspindel ingår i släktet Xysticus och familjen krabbspindlar. Arten är reproducerande i Sverige. Inga underarter finns listade i Catalogue of Life.